# Teniente Primero Manuel Irala Fernández
Teniente Primero Manuel Irala Fernández es un municipio y localidad paraguaya situado en el noroeste del departamento de Presidente Hayes. Está ubicada a unos 389 km de Asunción y tiene una población de 20 145 habitantes (INE 2022). En 2006 consiguió la categoría de distrito mediante Ley 2873/06. Su principal vía de acceso es la Ruta 9.
"El Distrito de Teniente Primero Manuel Irala Fernández, o también llamado "Irala Fernández", fue creado en el año 2006 y lleva dicho nombre en honor Manuel Irala Fernández, apodado "Yacaré Valija" quien fuera un gran combatiente de gran protagonismo en la Guerra del Chaco por sus patrullajes e infiltraciones en líneas enemigas. Anteriormente había participado también en la revolución de 1922, donde luego de una anécdota proviene su apodo.
El distrito anteriormente era conocido como 25 Leguas y pertenecía a Villa Hayes, hasta que fue desafectada en el ya mencionado año. Es uno de los distritos más completos y ricos del Chaco en cuanto a su naturaleza así como en la cantidad de fortines y sitios históricos de la Guerra que se encuentran dentro de sus más de 13.000 km² de superficie.
Siendo un distrito "novel", su centro urbano no ofrece el estilo común de las ciudades debido a que se encuentra rodeado de estancias y sólo la Ruta 9 se convierte prácticamente en su única vía de comunicación. Sin embargo dos centros urbanos cercanos a la municipalidad son los más importantes de la mencionada ciudad, como San Eugenio y La Piedad.
En Irala Fernández, se puede disfrutar del complejo acuífero de las Lagunas Saladas, ubicadas aproximadamente a 50 km del centro urbano. Dicho complejo es un refugio natural de aves de muchas especies y se caracteriza porque en el lapso de los meses de julio, agosto y septiembre, suelen desembarcar en sus aguas los flamencos rosados australes que migran desde Bolivia para continuar su trayectoria hasta Chile."